# Rhorus femoralis
Rhorus femoralis là một loài tò vò trong họ Ichneumonidae.